# 19 december
19 december är den 353:e dagen på året i den gregorianska kalendern (354:e under skottår). Det återstår 12 dagar av året.

## Namnsdagar

### I den svenska almanackan
- Nuvarande – Isak
- Föregående i bokstavsordning
  - Isak – Namnet fanns, till minne av den bibliske patriarken med detta namn, före 1702 på 16 augusti, men flyttades detta år till dagens datum och har funnits där sedan dess.
  - Isidor – Namnet fanns, i formen Isidorus, före 1901 på 14 december, men utgick detta år. 1986 infördes det på dagens datum, men flyttades 1993 till 7 mars och utgick 2001.
  - Isidora – Namnet infördes på dagens datum 1986, men utgick 1993.
  - Rebecka – Namnet förekom under 1600-talet på 31 augusti. 1776 infördes det på 17 maj och fanns där fram till 1993, då det flyttades till dagens datum. 2001 återfördes det dock till 17 maj.
- Föregående i kronologisk ordning
  - Före 1702 – ?
  - 1702–1900 – Isak
  - 1901–1985 – Isak
  - 1986–1992 – Isak, Isidor och Isidora
  - 1993–2000 – Isak och Rebecka
  - Från 2001 – Isak
- Källor
  - Brylla, Eva (red.). Namnlängdsboken. Gjøvik: Norstedts ordbok, 2000 ISBN 917227204X
  - af Klintberg, Bengt. Namnen i almanackan. Gjøvik: Norstedts ordbok, 2001 ISBN 9172272929

### Finlandssvenska almanackan
- Nuvarande från 1929[1] – Isak
- I föregående revideringar[a][2]
  - inga ändringar sedan 1929

## Händelser
- 1187 – Sedan Gregorius VIII har avlidit två dagar tidigare, efter endast två månader på påvestolen, väljs Paolo Scolari till påve och tar namnet Clemens III.
- 1666 – Lunds universitet grundas.
- 1900 – Frankrikes parlament beviljar alla inblandade i Dreyfusaffären amnesti.
- 1907 – Vid en kolgruveexplosion i Jacobs Creek, Pennsylvania omkommer 239 gruvarbetare.
- 1941 – Adolf Hitler avskedar generalfältmarskalk Walther von Brauchitsch och tar själv befälet över armén.
- 1944 – Fransk dagstidning Le Monde grundas.
- 1958 – Autonoma Republiken Niger utropas.[3]
- 1963 – Zanzibar, en av två unionsdelar i nuvarande Tanzania, blir självständigt från Storbritannien.
- 1968 – Saab AB och Scania Vabis slås samman och blir Saab-Scania
- 1969 – Evert Taubes Sjösala, sydost om Stockholm, brinner ned till grunden.
- 1972 – Apollo 17 återvänder till jorden.
- 1984 – Storbritannien och Kina undertecknar en överenskommelse om återlämnandet av Hongkong till Kina år 1997.
- 1996 – Sverige undertecknar Schengenavtalet om passfrihet.
- 2011 – Biltillverkaren Saab Automobile begärs i konkurs.
- 2016
  - Elektorskollegiet i amerikanska presidentvalet lägger sina röster och Donald Trump blir formellt vald till USA:s nästa president.
  - Andrej Karlov, Rysslands ambassadör i Turkiet, skjuts ihjäl av en turkisk polisman under invigningen av en fotoutställning i den turkiska huvudstaden Ankara.
  - Flera döda i ett terrordåd i Berlin, Tyskland efter att en lastbil kört in i en folkmassa vid en julmarknad.

## Födda
- 1683 – Filip V av Spanien, kung 1700–1724 och 1724–1746.
- 1753
  - John Taylor Gilman, amerikansk federalistisk politiker, guvernör i New Hampshire 1794–1805 och 1813–1816.
  - John Taylor, amerikansk politiker, senator (Virginia) 1792–1794, 1803 och 1822–1824.
- 1778 – Marie Therese av Frankrike, fransk prinsessa.
- 1791 – Ludwig von Döderlein, tysk filolog.
- 1785 – Joseph Johnson, amerikansk politiker, guvernör i Virginia 1852–1855.
- 1808 – Erik Jansson, självlärd predikant, sektstiftare och grundare av kolonin Bishop Hill i Illinois.
- 1814 – Jean Högqvist, svensk skådespelare.
- 1852 – Albert A. Michelson, amerikansk fysiker, mottagare av Nobelpriset i fysik 1907.
- 1879 – Otto Olsson, svensk organist och tonsättare.
- 1886 – Conrad Jonsson, svensk journalist, politiker och landshövding i Västmanlands län.
- 1887 – Willis Smith, amerikansk demokratisk politiker, senator (North Carolina) 1950–1953.
- 1893 – Harry Blomberg, svensk författare.
- 1896 – Isobel Ghasal, svensk opera- och konsertsångare.
- 1898 – Lee E. Emerson, amerikansk republikansk politiker, guvernör i Vermont 1951–1955.
- 1902 – Ralph Richardson, brittisk skådespelare.
- 1903 – George D. Snell, amerikansk immunolog, mottagare av Nobelpriset i fysiologi eller medicin 1980.
- 1904 – B.T. Ranadive, indisk politiker och fackföreningsman.
- 1906 – Leonid Brezjnev, sovjetisk politiker, generalsekreterare för kommunistpartiet 1964–1982.
- 1910 – Jean Genet, fransk författare.
- 1915
  - Édith Piaf, fransk sångare och artist.
  - Åke Wästersjö, svensk skådespelare.
- 1916 – Elisabeth Noelle-Neumann, tysk publicist.
- 1918 – Professor Longhair, amerikansk r&b-musiker.
- 1923 – Gordon Jackson, skotskfödd brittisk skådespelare.
- 1924 – Michel Tournier, fransk författare.
- 1925 – Tankred Dorst, tysk dramatiker.
- 1929 – Pentti Hämäläinen, finländsk boxare.
- 1935 – Gösta Bredefeldt, svensk skådespelare och dramatiker.
- 1940 – Phil Ochs, amerikansk sångare och kompositör.
- 1943
  - James L. Jones, amerikansk general.
  - Sam Kelly, brittisk skådespelare.
- 1944
  - Richard Leakey, brittisk antropolog.
  - Anastasija Vertinskaja, rysk skådespelare.
- 1948 – Thomas Söderberg, svensk biskop i Västerås stift.
- 1955 – Rob Portman, amerikansk republikansk politiker, senator (Ohio) 2011–2023.
- 1956 – Jens Fink-Jensen, dansk författare, poet, fotograf och kompositör.
- 1960 – Jon St. John, amerikansk röstskådespelare.
- 1962 – Eric Cornell, amerikansk fysiker, mottagare av Nobelpriset i fysik 2001.
- 1963
  - Jennifer Beals, amerikansk skådespelare.
  - Til Schweiger, tysk skådespelare.
- 1969 – Richard Hammond, brittisk TV-programledare.
- 1970
  - Robert Lang, tjeckisk ishockeyspelare.
  - Adrian M. Smith, amerikansk republikansk politiker.
- 1972
  - Alyssa Milano, amerikansk skådespelare.
  - Rosa Blasi, amerikansk skådespelare.
- 1980 – Jake Gyllenhaal, amerikansk skådespelare.
- 1987 – Aaron Renfree, brittisk musiker, medlem i S Club 8.
- 1988
  - Emma Berglund, fotbollsspelare, OS-silver 2016
  - Alexis Sánchez, chilensk fotbollsspelare.
- 1991
  - Declan Galbraith, brittisk barnstjärna.
  - Jorge Blanco, mexikansk skådespelare.

## Avlidna
- 211 – Geta, 22, romersk kejsare sedan 209.
- 401 – Anastasius I, påve sedan 399.
- 1075 – Edith av Wessex, drottning av England 1045–1066 (gift med Edvard Bekännaren).
- 1370 – Urban V, född Guillaume Grimoard, påve sedan 1362.
- 1741 – Vitus Bering, 60, dansk-rysk upptäcktsresande.
- 1751 – Louise av Storbritannien, 27, drottning av Danmark och Norge sedan 1746, gift med Fredrik V.
- 1819 – Henry Latimer, 67, amerikansk läkare och politiker, senator (Delaware) 1795–1801.
- 1848 – Emily Brontë, 30, brittisk författare (Svindlande höjder).
- 1851 – William Turner, 76, brittisk konstnär.
- 1860 – James Andrew Broun Ramsay, 48, brittisk politiker, Earl of Dalhousie.
- 1890 – Eugène Lami, 90, fransk målare och litograf.
- 1898 – Francis Napier, 10:e lord Napier, 79, brittisk politiker.
- 1919 – Claës Wersäll, 71, svensk finansminister och statsråd och landshövding i Västmanlands län.
- 1925 – Samuel Clason, 58, svensk riksarkivarie och politiker.
- 1926 – William R. Webb, 84, amerikansk demokratisk politiker och pedagog, senator (Tennessee) 1913.
- 1930 – Jens Christian Christensen, 74, dansk politiker, konseljpresident 1905–1908.
- 1940 – Kyösti Kallio, 67, finländsk politiker, Finlands president 1937–1940.
- 1941 – Hans Nockemann, 38, tysk SS-officer.
- 1951 – Arthur Capper, 86, amerikansk republikansk politiker och publicist, senator (Kansas) 1919–1949.
- 1953 – Robert A. Millikan, 85, amerikansk fysiker, mottagare av Nobelpriset i fysik 1923.
- 1954
  - Frans G. Bengtsson, 60, svensk författare.
  - Viktor Abakumov, 46, sovjetisk polischef och politiker.
- 1964 – Arne Lindblad, 77, svensk skådespelare.
- 1973 – Prentiss M. Brown, 84, amerikansk demokratisk politiker, senator (Michigan) 1936–1943.
- 1977 – Jacques Tourneur, 73, fransk filmregissör.
- 1989 – Henry Theel, 72, finländsk sångare.
- 1992 – H.L.A. Hart, 85, brittisk rättsfilosof.
- 1993 – Wallace F. Bennett, 95, amerikansk republikansk politiker, senator (Utah) 1951–1974.
- 1996
  - Lasse Holmqvist, 65, svensk tv-programledare, journalist och författare.
  - Lars-Erik Liedholm, 68, svensk skådespelare, regissör, regiassistent och manusförfattare.
  - Marcello Mastroianni, 72, italiensk skådespelare.
- 1997 – Saga Sjöberg, 86, svensk skådespelare och sångare.
- 1999 – Desmond Llewelyn, 85, brittisk skådespelare, känd som Q i James Bond-filmerna.
- 2003 – Hope Lange, 70, amerikansk skådespelare.
- 2004
  - Herbert C. Brown, 92, amerikansk kemist, mottagare av Nobelpriset i kemi 1979.
  - Renata Tebaldi, 82, italiensk sopran.
- 2005 – Julio Iglesias, Sr., 90, spansk gynekolog och far till sångaren Julio Iglesias.
- 2006 – Maj-Britt Nilsson, 82, svensk skådespelare.
- 2008 – Sam Tingle, 87, zimbabwisk racerförare.
- 2009
  - Hossein-Ali Montazeri, 87, iransk storayatollah.
  - Kim Peek, 58, förlagan till Raymond Babbit i filmen Rain Man.
- 2012 – Amnon Lipkin-Shahak, 68, israelisk militär och politiker, tidigare överbefälhavare och turism- och transportminister.
- 2015 – Karin Söder, 87, svensk politiker (centerpartist), bland annat utrikesminister 1976–1978 och partiledare 1986–1987.
- 2016 – Andrej Karlov, 62, rysk diplomat och ambassadör i Turkiet (mördad).
- 2018 – Alf Nilsson, 88, svensk skådespelare.
- 2021 – Robert H. Grubbs, 79, amerikansk kemist, mottagare av Nobelpriset i kemi 2005.
- 2024 – Gaboro, egentligen Ninos Moses Khouri, 23, svensk rappare.